# Grevenhorn
Grevenhorn ist ein Ortsteil der Gemeinde Lüdersburg im Landkreis Lüneburg in Niedersachsen.

## Geografie und Verkehrsanbindung
Der Ort liegt südwestlich des Kernortes Lüdersburg im Biosphärenreservat Niedersächsische Elbtalaue. Die Landesstraße L 219 verläuft nordöstlich. 
Die Neetze, ein Nebenfluss der Ilmenau, fließt 100 Meter entfernt südlich und die Elbe 7 km entfernt nördlich.